# دوري أبطال أوروبا لكرة السلة 2018–19
دوري أبطال أوروبا لكرة السلة 2018–19 هو الموسم 3 من  دوري أبطال أوروبا لكرة السلة. أقيم خلال الفترة 20 سبتمبر 2018 وحتى 5 مايو 2019، وأشرف على تنظيمه الاتحاد الأوروبي لكرة السلة، وكان عدد الأندية المشاركة فيه  32، وفاز فيه فيرتوس بالاكانسترو بولونيا.